# Nashua River
Der Nashua River ist ein rechter Nebenfluss des Merrimack River in den US-Bundesstaaten Massachusetts und New Hampshire.

## Flusslauf
Der Nashua River bildet den Abfluss des Wachusett-Stausees – etwa 50 km westlich von Boston. Von dort fließt er in überwiegend nordnordöstlicher Richtung. Bei Clinton trifft der North Nashua River von Nordwesten kommend auf den Fluss. Er setzt seinen Kurs nach Nordnordost fort und passiert Pepperell, überquert die Grenze nach New Hampshire und mündet bei Nashua in den Merrimack River. 
In Nashua liegt der Mine Falls Park entlang dem Flussufer. Dort befindet sich ein Mühlkanal, der südlich verläuft.  
Der Nashua River hat eine Länge von 90 km. Die letzten 16 km des Flusslaufs befinden sich in New Hampshire. Der Nashua River entwässert ein Areal von 1377 km², wovon 1162 km² in Massachusetts liegen. Ein Teil des Wassers seines Einzugsgebiets dient der Trinkwasserversorgung des Großraums Boston und wird dem Flusssystem entzogen.

## Wasserkraftanlagen
In Pepperell betreibt Swift River Hydro Operations Company (SRHOCO) ein Wasserkraftwerk mit einer installierten Leistung von 1920 kW (3 Einheiten).
Oberhalb von Nashua befindet sich das Mine Falls-Wasserkraftwerk mit 2 Einheiten und einer Gesamtleistung von 3 MW.
Im Zentrum von Nashua befindet sich ein weiteres Wasserkraftwerk am Nashua River.